# Michaela Watkins
Michaela Suzanne Watkins (Syracuse, 14 de dezembro de 1971) é uma atriz e comediante estadunidense. Ela é mais conhecida por estrelar a série Casual do Hulu e as sitcom The Unicorn e Trophy Wife, além de ser membro do elenco de Saturday Night Live de 2008 a 2009. Watkins também apareceu em séries de televisão como The New Adventures of Old Christine, Catastrophe, Enlightened e Search Party e apareceu em filmes como The Back-up Plan (2010), Wanderlust (2012), Enough Said (2013) e Sword of Trust (2019).

## Filmografia

### Cinema
| Ano  | Filme                                         | Papel              | Nota(s)        |
| ---- | --------------------------------------------- | ------------------ | -------------- |
| 1998 | Inconceivable                                 | Marcy              |                |
| 2008 | Yoga Matt                                     | Jill Goering       | Curta-metragem |
| 2010 | The Back-up Plan                              | Mona               |                |
| 2010 | The Prankster                                 | Miss LaFleur       |                |
| 2010 | Welcome to the Jungle Gym                     | Principal Gilly    | Curta-metragem |
| 2010 | Worst Enemy                                   | Wooly              | Curta-metragem |
| 2011 | Una Hora Por Favora                           | Elissa             | Curta-metragem |
| 2012 | Wanderlust                                    | Marisa Gergenblatt |                |
| 2012 | Thanks for Sharing                            | Marney             |                |
| 2013 | In a World...                                 | Dani               |                |
| 2013 | Afternoon Delight                             | Jennie             |                |
| 2013 | iSteve                                        | Melinda Gates      |                |
| 2013 | Bunion                                        | Therapist          | Short film     |
| 2013 | Enough Said                                   | Hillary            |                |
| 2014 | They Came Together                            | Habermeyer         |                |
| 2016 | Donald Trump's The Art of the Deal: The Movie | Ivana Trump        |                |
| 2016 | Punching Henry                                | Mara               |                |
| 2016 | Lazy Eye                                      | Mel                |                |
| 2017 | Person to Person                              | a viúva            |                |
| 2017 | Brigsby Bear                                  | Louise Pope        |                |
| 2017 | The House of Tomorrow                         | Mrs. Whitcomb      |                |
| 2017 | How to Be a Latin Lover                       | Gwen               |                |
| 2017 | The House                                     | Raina Theodorakis  |                |
| 2018 | Dude                                          | Jill               |                |
| 2018 | Ibiza                                         | Sarah              |                |
| 2018 | Under the Eiffel Tower                        | Tillie             |                |
| 2018 | Antiquities                                   | Dolores Jr.        |                |
| 2019 | Brittany Runs a Marathon                      | Catherine          |                |
| 2019 | Sword of Trust                                | Mary               |                |
| 2019 | Good Boys                                     | Vendedora          |                |
| 2020 | The Way Back                                  | Beth               |                |
| 2020 | Bad Therapy                                   | Judy Small         |                |
| 2021 | Werewolves Within                             |                    |                |
| TBA  | Paint                                         |                    | Em produção    |

### Televisão
| Ano     | Título                                     | Papel                                | Nota(s)                                                         |
| ------- | ------------------------------------------ | ------------------------------------ | --------------------------------------------------------------- |
| 2001    | Charmed                                    | Andrea                               | Episódio: "Death Takes A Halliwell"                             |
| 2003    | Without a Trace                            | Marla                                | Episódio: "Maple Street"                                        |
| 2003    | Miss Match                                 | Susan Scott                          | Episódio: "Divorce Happens"                                     |
| 2004    | Strong Medicine                            | Julia                                | Episódio: "Bleeding Heart"                                      |
| 2006    | Medium                                     | Clerk                                | 2 Episódios                                                     |
| 2006    | Modern Men                                 | Amanda                               | Episódio: "Pilot"                                               |
| 2006    | Grey's Anatomy                             | Nikki Ratlin                         | Episódio: "Superstition"                                        |
| 2006    | Malcolm in the Middle                      | Recepcionista                        | Episódio: "Hal's Dentist"                                       |
| 2006    | 7 Deadly Hollywood Sins                    | Jennifer                             | 4 Episódios                                                     |
| 2007    | Revenge                                    | Mary-Louise                          | Piloto de tv não exibido                                        |
| 2008    | Man Stroke Woman (Versão EUA)              | Vários                               | Piloto de tv não exibido                                        |
| 2008    | Frank TV                                   | Julia Roberts                        | Episódio: "#2.1"                                                |
| 2008    | Californication                            | Executiva                            | 2 Episódios                                                     |
| 2008–09 | Saturday Night Live                        | Vários                               | 15 Episódios                                                    |
| 2008–09 | The New Adventures of Old Christine        | Lucy                                 | 7 Episódios                                                     |
| 2009    | Eli Stone                                  | Juiza Leigh Rappaport                | Episódio: "Sonoma"                                              |
| 2010    | Parenthood                                 | Lucy Estman                          | Episódio: "Team Braverman"                                      |
| 2010    | Miami Medical                              | Carla                                | Episódio: "Time of Death"                                       |
| 2011    | Mad                                        | Samus Aran / Sam Puckett / Mom (voz) | Episódio: "The Straight A-Team/Gaming's Next Top Princess"      |
| 2011    | Curb Your Enthusiasm                       | Saundra                              | Episódio: "The Safe House"                                      |
| 2011    | Hung                                       | Judy                                 | Episódio: "Don't Give Up on Detroit or Hung Like a Horse"       |
| 2011    | Private Practice                           | Laura Martin                         | Episódio: "Deal with It"                                        |
| 2011–13 | Enlightened                                | Janice Holm                          | 9 Episódios                                                     |
| 2011–15 | New Girl                                   | Gina                                 | 5 Episódios                                                     |
| 2012    | The Life & Times of Tim                    | Mulher sem-teto (voz)                | Episódio: "Pudding Boy/The Celebrity Who Shall Remain Nameless" |
| 2012    | Bent                                       | Carol                                | Episódio: "HD"                                                  |
| 2012    | Childrens Hospital                         | Detetive Lacey Briggs                | Episódio: "The Return of the Young Billionaire"                 |
| 2012    | Key & Peele                                | Mary Magdalene                       | 2 Episódios                                                     |
| 2012    | Modern Family                              | Susan                                | Episódio: "Schooled"                                            |
| 2012–18 | Robot Chicken                              | Mãe de Nerd / vários (voz)           | 4 Episódios                                                     |
| 2013    | NTSF:SD:SUV::                              | Beth                                 | Episódio: "Extra Terrorist-rial"                                |
| 2013    | Comedy Bang! Bang!                         | Amber                                | Episódio: "Gillian Jacobs Wears a Red Dress with Sail Boats"    |
| 2013    | Anger Management                           | Lisa                                 | 2 Episódios                                                     |
| 2013–14 | Trophy Wife                                | Jackie Fisher                        | 22 Episódios                                                    |
| 2013–14 | Kroll Show                                 | Vários                               | 2 Episódios                                                     |
| 2014–15 | Married                                    | Stacey                               | 2 Episódios                                                     |
| 2014–16 | Drunk History                              | Nurse / Julia Child                  | 2 Episódios                                                     |
| 2014–19 | Transparent                                | Connie / Yetta                       | 6 Episódios                                                     |
| 2015    | Marry Me                                   | Janet L'Amour                        | Episódios: "Dead Me"                                            |
| 2015    | The Goldbergs                              | Señora Taraborelli                   | 2 Episódios                                                     |
| 2015    | Veep                                       | Patti                                | Episódio: "East Wing"                                           |
| 2015    | The Comedians                              | Wendy Myers                          | Episódio: "Partners"                                            |
| 2015    | Wet Hot American Summer: First Day of Camp | Rhonda                               | 6 Episódios                                                     |
| 2015–18 | Casual                                     | Valerie Meyers                       | 36 Episódios                                                    |
| 2016    | Family Guy                                 | Menina puxando trem (voz)            | Episódio: "Take a Letter"                                       |
| 2016    | Pickle and Peanut                          | Mãe de Pickle / vvários (voz)        | Episódio: "What Lies Beneath/The Rat King Moves In"             |
| 2016    | Another Period                             | Senhora do bordel                    | Episódio: "Joplin"                                              |
| 2016–17 | Angie Tribeca                              | Melanie Burke                        | 2 Episódios                                                     |
| 2016–20 | American Dad!                              | Vários (voz)                         | 4 Episódios                                                     |
| 2017    | Speechless                                 | Becca                                | Episódio: "O-s-Oscar P-a-Party"                                 |
| 2017    | Nobodies                                   | Ela mesma                            | Episódio: "Not the Emmys"                                       |
| 2017    | Idiotsitter                                | Windy                                | 2 Episódios                                                     |
| 2017    | Danger & Eggs                              | Vários                               | Episódio: "Finding Cheryl/The Trio"                             |
| 2017    | Playing House                              | Dr. Laura Meredith                   | Episódio: "You Wanna Roll with This"                            |
| 2017    | The Guest Book                             | Phyllis                              | 2 Episódios                                                     |
| 2017    | The Mick                                   | Trish                                | Episódio: "The Friend"                                          |
| 2017    | Do You Want to See a Dead Body?            | Ela mesma                            | Episódio: "A Body and Some Pants"                               |
| 2017    | Easy                                       | Karen Treska                         | Episódio: "Conjugality"                                         |
| 2017    | No Activity                                | Erin                                 | Episódio: "Golden Age of Tunnels"                               |
| 2017–20 | Big Mouth                                  | Cantora Dina Reznick (voz)           | 6 Episódios                                                     |
| 2019    | Wayne                                      | Maureen McNulty                      | 3 Episódios                                                     |
| 2019    | Catastrophe                                | Sydney                               | 2 Episódios                                                     |
| 2019    | Schooled                                   | Ms. Taraborelli                      | Episódio: "CB Likes Lainey"                                     |
| 2019    | Get Shorty                                 | Ali Egan                             | 6 Episódios                                                     |
| 2019–21 | The Unicorn                                | Delia                                |                                                                 |
| 2020    | Search Party                               | Polly Danzinger                      | 6 Episódios                                                     |
| 2020    | Make It Work!                              | Ela mesma                            | Especial de TV                                                  |